# Ramphis libanoticus
Ramphis libanoticus ist ein Schmetterling (Nachtfalter) aus der Familie der Prachtfalter (Cosmopterigidae).

## Merkmale
Die Falter erreichen eine Flügelspannweite von 9 bis 11 Millimeter. Die Art ähnelt Ramphis ibericus, der Thorax ist aber mit einer schmalen weißen Linie gezeichnet und die Tegulae sind hinten weiß gerandet. Auf den Vorderflügeln verläuft der erste Costalstrich weniger schräg. Am Flügelinnenrand fehlt die weiße Basallinie und die erhabenen Flecke sind fahl golden.
Die Genitalarmatur der Männchen ähnelt der von Ramphis ibericus. Die Valven sind breiter und ebenso lang wie der Aedeagus. Die rechte Valvella ist weniger als halb so lang wie der distale Teil des Aedeagus. Sie läuft spitz zu.
Die Genitalarmatur der Weibchen ähnelt der von Rahmphis ibericus. Die Leisten der Antevaginalplatte sind markanter unter kürzer. Der hintere Rand des 7. Sternits ist V-förmig eingebuchtet, die Sklerotisierung ist dreieckig und gleichmäßig. Es sind zwei kelchförmige Signa ausgebildet.

## Verbreitung
Ramphis libanoticus ist auf den Inseln des östlichen Mittelmeerraums (Rhodos, Zypern), in Kleinasien und im Nahen Osten verbreitet.

## Biologie
Die Raupen entwickeln sich an Salvia triloba und minieren in den Blättern. Falter wurden von Mai bis Juli und im Oktober gesammelt.

## Belege
1. 1 2 3 4 5  J. C. Koster, S. Yu. Sinev: Momphidae, Batrachedridae, Stathmopodidae, Agonoxenidae, Cosmopterigidae, Chrysopeleiidae. In: P. Huemer, O. Karsholt, L. Lyneborg (Hrsg.): Microlepidoptera of Europe. 1. Auflage. Band 5. Apollo Books, Stenstrup 2003, ISBN 87-88757-66-8, S. 163 (englisch).
2. ↑  Ramphis libanoticus bei Fauna Europaea. Abgerufen am 11. März 2012